# 潮見が丘 (神戸市)
潮見が丘（しおみがおか）は、兵庫県神戸市垂水区の町名。郵便番号は655-0005。

## 地理
垂水区南部の西垂水地区（旧西垂水村）に位置する。東は名谷町、南は千鳥が丘、西は学が丘に接する。

## 交通

### バス
- 山陽バス
- 神戸市バス

## 施設
- 垂水ゴルフ倶楽部